# Villanueva del Arzobispo (kommunhuvudort)
Villanueva del Arzobispo är en kommunhuvudort i Spanien.   Den ligger i provinsen Provincia de Jaén och regionen Andalusien, i den centrala delen av landet, 260 km söder om huvudstaden Madrid. Villanueva del Arzobispo ligger 683 meter över havet och antalet invånare är 8 716.
Terrängen runt Villanueva del Arzobispo är huvudsakligen kuperad, men åt sydost är den bergig.Runt Villanueva del Arzobispo är det ganska glesbefolkat, med 34 invånare per kvadratkilometer. Närmaste större samhälle är Campiña, 6,1 km norr om Villanueva del Arzobispo. Trakten runt Villanueva del Arzobispo består till största delen av jordbruksmark.